# 香車
香車（きょうしゃ）は、将棋の駒の種類の一つ。
本将棋・平安将棋・平安大将棋・小将棋・中将棋・大将棋・天竺大将棋・大局将棋・大大将棋・摩訶大大将棋・泰将棋に存在する。英語では槍を意味するlanceと訳され、略号はLである。

## 概要
「きょうす」と呼ばれることもある。通称は「香」、俗に「槍」とも言われる。これは、香車の駒の効きが前方に離れたところまで及ぶため、長い突き武器である槍をイメージさせるからであろう。伊藤流の駒の並べ方では「対局前に相手に刃を直接向けるのは失礼」と最後のほうに並べる駒である。
序盤では積極的に動かす駒ではなく、むしろ初期位置にいるだけで相手の攻めを牽制している駒である。4枚の香車が一局のうちで全く動かないことも珍しくない。持ち駒となってから本領を発揮することが多く、二歩や打ち歩詰めを回避するときや歩切れのときに活躍を果たすという面もある。例えば、歩兵の代用として垂れ歩ならぬ垂れ香をする手筋もあれば、飛車の代用として縦の効きで敵の駒の左右への動きを遮断するように打つ手筋もある（詰将棋で行動範囲を制約するために、香車が置かれていることもある）。田楽刺し（縦に並んでいる二枚の大駒や金駒などを取れる状態にする両取りのようなもの）や玉将の逃げ道を封鎖したり、場合によっては飛車を殺したりもできる。
香車における有名な格言には、次のようなものがある。
- 下段の香に力あり…下から打つことで、田楽刺し（両取りの一種で、縦に並んでいる二枚の金駒や大駒などを取れる状態にすること）や玉将の逃げ道を封鎖したり、場合によっては飛車を殺したりできる。
- 歩切れの香は角以上…相手が歩切れのとき香車は大駒並み、またはそれ以上に働くことがある[1]。

香車は成駒になると、金将と同じく6方向に動ける駒になるものの、1手で2マス以上前進することは出来なくなる。このため銀将や桂馬ほど頻繁ではないが、主に敵陣3段目で不成で使うこともある。敵陣2段目での不成もルール上可能であるが、敵陣2段目の香車の動きは成香の動きに完全に含まれるので、それが有効になるのは、飛車・角行・歩兵の不成と同様、打ち歩詰めが絡む場合である。行き所のない駒は禁じ手なので、一段目（敵陣のもっとも奥）に香車を打つことはできない。また、一段目に盤上の香車を進めた場合は必ず成らなければならない。
また、香車が関連する格言に次のようなものがある。
- 手のない時は端歩を突け

この端歩を突くことは、その下段に構えている香車を活用するための準備をせよというものであり、対矢倉戦法の雀刺しなど、香車が攻撃の中心を担う戦法もある。
駒の階級と動かし方から、歩兵の上位バージョンとして派生したと思われがちだが、正しくはチャトランガの車に相当する駒と言える。海外の将棋系ゲームでは日本将棋の香車に相当する位置に、チャトランガの車に相当する駒が配置されている。チェスのルーク、シャンチーの車・俥、チャンギの車、マークルックのルア（以上いずれも基本的に将棋の飛車の動き）など、チャトランガ由来のゲームの多くで左右奥隅にチャトランガの車に相当する走り駒が配されている。北宋時代のシャンチーの車は、香車と同じ動きであったとされている。
物理的なサイズでは、桂馬に比べ高さはほぼ同じであるが、幅はかなりスリムに作られている。

## 本将棋・小将棋

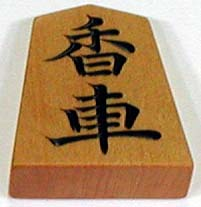
駒の表面

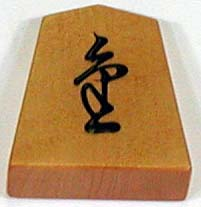
駒の裏面（成香、金の崩し文字）

香（きょう）と略す。香車の成駒を成香（なりきょう）という。成香の英語名称はpromoted lanceで略号は+L。将棋駒の活字がない環境ではしばしば「杏」と表示される。また、香車の駒の裏に彫られている字は「金」を崩した文字である（成ると金将と同じ動きになるため）。

## 駒の動き
| 表示  | 動きの解説                       |
| ----- | -------------------------------- |
| ○     | 当該マスへ移動可                 |
| ｜    | マス数の制限なく縦方向へ移動可   |
| ―     | マス数の制限なく横方向へ移動可   |
| ＼ ／ | マス数の制限なく斜め方向へ移動可 |
| ☆     | 当該マスへ移動可(駒の飛び越え可) |
| 00    | 移動不可                         |

### 本将棋・小将棋
|  | │  |  |
|  | 香 |  |
|  |    |  |

| ○ | ○  | ○ |
| ○ | 杏 | ○ |
|   | ○  |   |

### 平安将棋・平安大将棋
成ると金将。
|  |  | │     |  |  |
|  |  | │     |  |  |
|  |  | 香 車 |  |  |
|  |  |       |  |  |
|  |  |       |  |  |

|  |   |       |   |  |
|  | ○ | ○     | ○ |  |
|  | ○ | 金 将 | ○ |  |
|  |   | ○     |   |  |
|  |   |       |   |  |

### 中将棋・大将棋・天竺大将棋・大局将棋
中将棋の場合、香と略す。成ると白駒。成駒である白駒は香車の完全上位互換なので、実戦では成れる場合は確実に成りが選択されるが、中将棋では敵陣1段目での不成も戦略的意味はないがルール上可能である。ただしその場合は完全に行き所のない駒になってしまう。
|  |  | │     |  |  |
|  |  | │     |  |  |
|  |  | 香 車 |  |  |
|  |  |       |  |  |
|  |  |       |  |  |

| ＼ |    | │     |    | ／ |
|    | ＼ | │     | ／ |    |
|    |    | 白 駒 |    |    |
|    |    | │     |    |    |
|    |    | │     |    |    |

### 大大将棋
成ることはできない。したがって盤の一番奥の列まで進むと、完全に行き所のない駒になってしまう。
| 元の駒             | 動き                                                                                                | 動き                                           | 成駒 | 動き | 動き |
| ------------------ | --------------------------------------------------------------------------------------------------- | ---------------------------------------------- | ---- | ---- | ---- |
| 香車（きょうしゃ） | \| \| \| │ \| \| \| \| \| \| │ \| \| \| \| \| \| 香 車 \| \| \| \| \| \| \| \| \| \| \| \| \| \| \| | 前方に何マスでも動ける。飛び越えては行けない。 | なし | -    | -    |
|                    | | │                                              |      |      |      |
|                    | | │                                              |      |      |      |
|                    | | 香 車                                          |      |      |      |
|                    | |                                                |      |      |      |
|                    | |                                                |      |      |      |

### 摩訶大大将棋・泰将棋
理由こそ違うが、本将棋と同じく成ると金将。成るのは敵駒を取った場合のみなので、成っていない状態で盤の一番奥の列まで進むと、完全に行き所のない駒になってしまう。
|  |  | │     |  |  |
|  |  | │     |  |  |
|  |  | 香 車 |  |  |
|  |  |       |  |  |
|  |  |       |  |  |

|  |   |       |   |  |
|  | ○ | ○     | ○ |  |
|  | ○ | 金 将 | ○ |  |
|  |   | ○     |   |  |
|  |   |       |   |  |

## 安産祈願
一直線に進むことから、産道を真っ直ぐ進みすんなり香車のごとく出産できる安産の御利益があるといわれている。輪王寺においては、寺内の観音堂（産の宮、通称香車堂）に多くの香車の駒が安置されている。妊娠した女性は香車堂に詣で安産を祈願し、安置されている香車駒を借りて持ち帰る。そして無事出産した際、新しい香車駒を作って香車堂に詣で奉納し、借りていた香車駒も返納して、安産御礼をする。また産道を真っ直ぐ進み、将来はと金となるようにという思いからの民間信仰ともいう。